# NGC 6477
NGC 6477 é uma galáxia lenticular (S0) localizada na direcção da constelação de Draco. Possui uma declinação de +67° 36' 39" e uma ascensão recta de 17 horas, 44 minutos e 29,7 segundos.
A galáxia NGC 6477 foi descoberta em 25 de Setembro de 1886 por Lewis A. Swift.